# 여수 반잠수정 침투 사건
여수 반잠수정 침투 사건(麗水半潛水艇浸透事件)는 대한민국 국군이 1998년 12월 17일 여수 인근에서 조선민주주의인민공화국의 반잠수정을 발견하고 18일 새벽 남해 일대에서 추격과 교전을 벌여 침몰시킨 사건이다.

## 배경
햇볕정책과 강성대국
1998년은 국민의 정부 출범(2월 25일) 이후 정주영 현대건설 명예 회장의 소떼 방북(6월 16일), 현대 아산의 금강산 관광(11월 18일) 등 햇볕 정책에 의한 남북협력의 기조가 유지되고 있었다.
한편 북한은 '강성대국'의 구호 아래 8월 31일 탄도 미사일 또는 광명성 1호를 시험 발사하였고, 그 전후로 속초 잠수정 침투 사건(6월 22일), 동해 무장공비 침투 사건(7월 12일), 강화 반잠수정 침투(11월 20일) 등 해상 도발이 이어졌다.
반잠수정 (SP-10H의 개량형)
길이 12.8 m, 폭 2.95 m, 최대 속도 38 노트로, 1995년에 실전 배치되었다. 인양된 잠수정의 내부에는 GPS가 장착되었으며, 외부에는 레이더파를 흡수하는 특수 도료가 칠해져 있었다.

## 사건 경위

### 발견 보고 및 추격
1998년 12월 17일 23시 15분경 여수시의 해안 초소에서 관측병(열상감시장비(TOD)를 이용해 바다를 응시하던 대한민국 육군 제31보병사단 95연대 1대대 김태완(당시 나이 21)) 이병이 해안에서 2 km 정도 지점에서 이동하는 안테나와 해치가 있는 5톤 크기의 물체를 발견, 보고하였다. 23시 30분경, 경비정 2척이 일대를 수색하였으나, 해당 선박을 발견하지 못했다.
18일 1시 40분경, 40 ~ 50 노트의 속도로 공해로 이동하는 선박이 8 km 해상에서 야간 장비에 포착되어 경비정이 추격하였다. 4시 38분에 해군 3함대사령부 소속으로 경비 임무중이던 포항급 초계함 PCC-782 광명함이 해당 선박이 반잠수정임을 확인하였다. 4시 45분경에는 수송기가 반잠수정을 발견하고 조명탄을 투하하였다. 무장한 전투기도 상공에서 대기하였다.

### 교전 및 침몰
5시 35분경 거제도 남방 100 km 해상에서 반잠수정이 속도를 늦추고 추격하는 참수리급 고속정에 기관총을 발사하였다. 5시 48분경에는 포항급 초계함 남원함에서 함수 76mm 함포와 40mm 함포로 반잠수정 격파 및 침몰시켰다. 이후 시신 1구를 발견하였으며, 함미 갑판으로 인양하여 확인 중 주머니에 넣어진 손에 수류탄이 연결된 것을 발견하여 해군 작전사령부가 있는 진해항으로 입항하여 폭파물 제거하였다.

## 원인 분석 및 논란
잠수정은 간첩 활동 또는 활동 지원을 위해 침투했다고 추정되었다.
해상 도발은 북측이 '햇볕정책'을 시험하고 무력을 과시하려는 의도에서 비롯되었다고 분석되기도 한다.

## 사후 처리 및 여파

### 인양
잠수정이 침몰한 주변 해역의 수색에서 무장한 사체 1구를 발견하였다.
대한민국 해군은 1999년 1월 20일, 잠수정이 격침된 위치에서 450m 정도 떨어진 수심 150m 해저에서 반잠수정을 발견하였다고 발표하였다. 1월 22일에는 잠수정 인양작업 중 선미에서 시신 1구가 발견, 인양되었다고 발표되었다. 시신은 기관총과 실탄을 소지하고 있었고, 안내원으로 추정되었다.
잠수정은 해난구조대 요원과 청해진함에 의해 1999년 3월 17일에 인양되었고, 내부에서는 2구의 시신이 발견되었다.

### 남북 관계
대한민국 정부는 18일 오후 5시에 국가안보회의 상임위원회를 열어 북한의 해명과 사과를 요구하였다.

### 일본과의 공조
보도에 의하면, 한국군은 일본 방위당국에 방공식별구역에서의 작전 사실을 사전에 통지하고, 선박이 일본 영해로 이동했을 때의 협력을 요청하였다. 일본은 이를 받아들이고 해상자위대 소속 초계기와 호위함 4척을 인근 해역에 파견하였으며, 인근 해협에 경계령이 내린 가운데 일본 해상보안청 소속 관측선이 4시 45분부터 진행된 잠수정과의 교전을 지켜보았다.

### 북한 반잠수정 전시관
여수시는 옛 율림초등학교 부지에 건립한 330 m2 규모의 전시관을 2002년 8월 29일 완공하여 국방부에서 대여의 형식으로 인수한 반잠수정을 전시하고 있다.

## 같이 보기
- 속초 잠수정 침투 사건